# Museo del Prado
Das Museum Prado (spanisch Museo del Prado), kurz der Prado, in der spanischen Hauptstadt Madrid ist eines der größten und bedeutendsten Kunstmuseen der Welt. Es zählte im Jahr 2019 rund 3,2 Millionen Besucher. Ursprünglich wurde der Prado als eine Pinakothek und Glyptothek gegründet, heute umfasst das Museum auch über 5000 Zeichnungen, 2000 Drucke, 1000 Münzen und Medaillen und nahezu 2000 andere Kunstgegenstände. Die Skulpturensammlung hat mehr als 700 Objekte und weitere Fragmente. Neben der weltweit besten Sammlung spanischer Maler werden unter anderem auch holländische Meister und einige Werke von Botticelli, Caravaggio, Albrecht Dürer und Rembrandt gezeigt. Der Prado bildet zusammen mit dem Museo Thyssen-Bornemisza und dem Museo Reina Sofía Madrids Goldenes Dreieck der Kunst, das 2021 in die Liste der UNESCO-Welterbe aufgenommen wurde.

## Geschichte

### Gründung und Sammlungsgeschichte

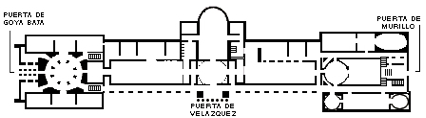
Grundriss des Museo del Prado ohne Erweiterungsbau

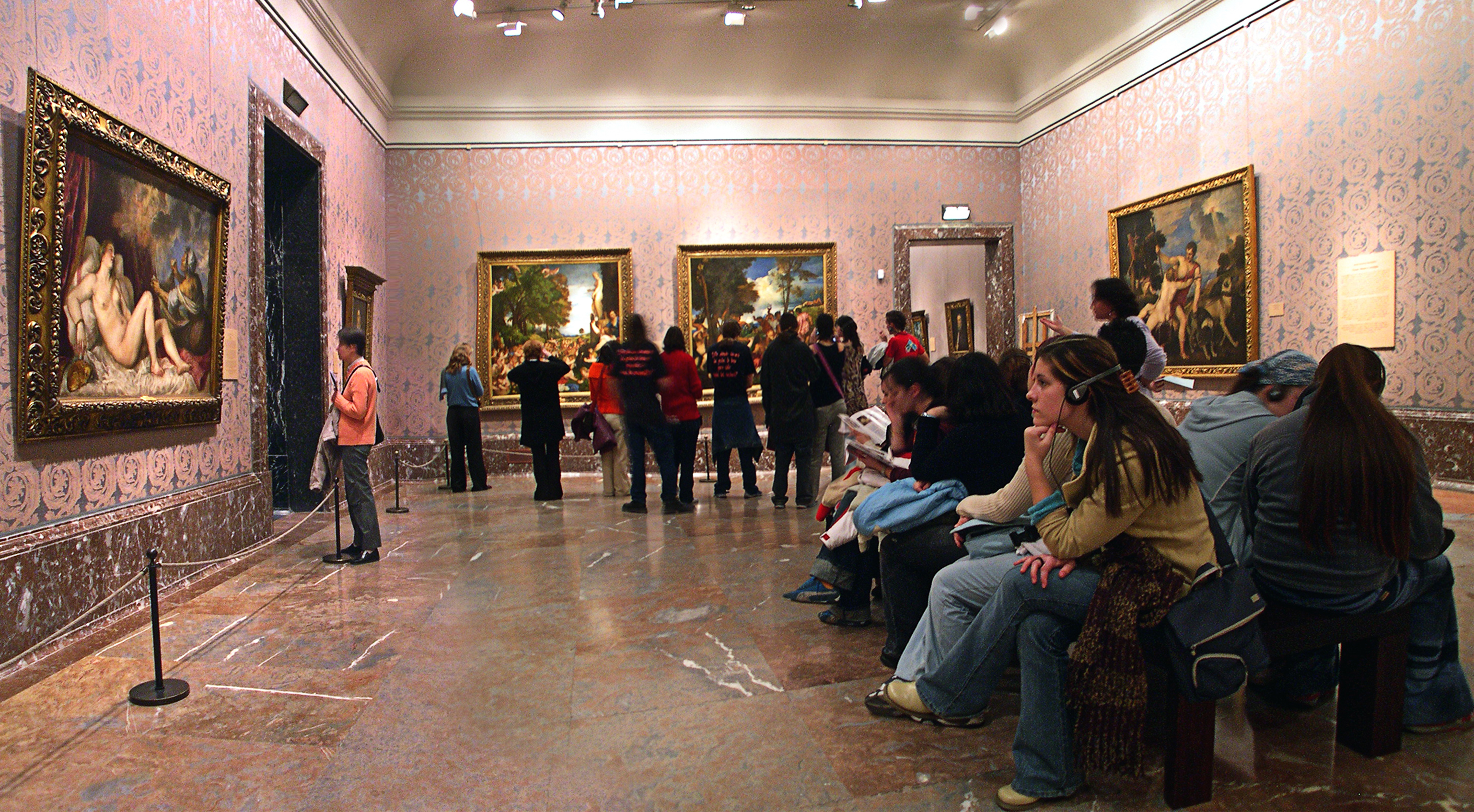
Besucher im Sala de Tizian

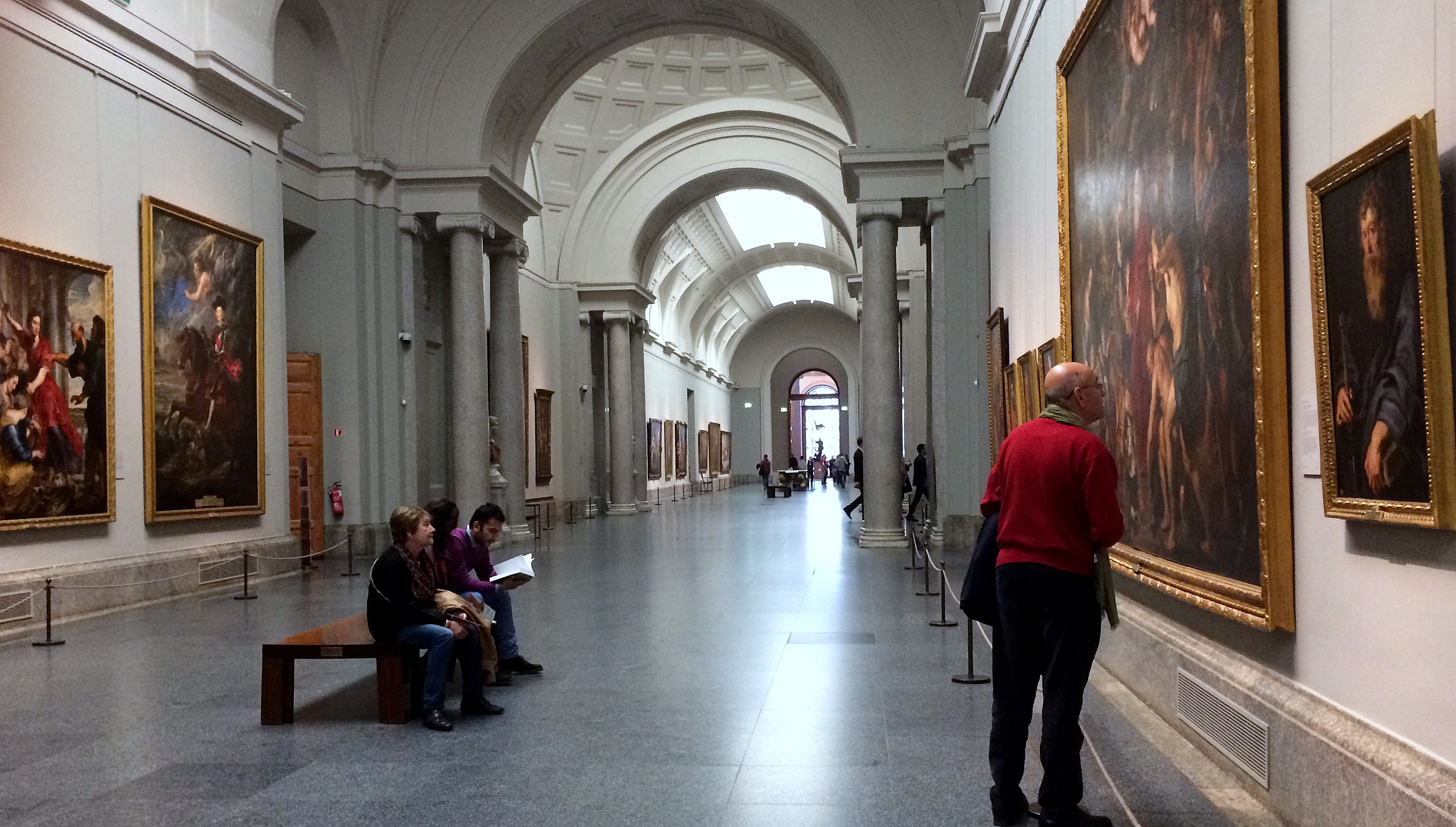
Große Ausstellungshalle des Prado

Ferdinand VII. wollte 1815 eine Pinakothek nach dem Vorbild des Louvre schaffen. 1818 waren schließlich die Räumlichkeiten für ein neues Museum gefunden, das von Karl III. geschaffene Gebäude des Königlichen Museums der Naturwissenschaften im Prado de San Jerónimo ‚Wiese des Heiligen Hieronymus‘. Es wurde zwischen 1785 und 1808 vom Architekten Juan de Villanueva erbaut und von Antonio López Aguado für seinen neuen Zweck ab 1818 renoviert.
Am 19. November 1819 wurde das Museum unter dem Namen Museo Real de Pintura y Escultura ‚Königliches Museum für Malerei und Bildhauerei‘ eingeweiht. Seinen heutigen Namen Prado, der wörtlich übersetzt „Wiese“ heißt, erhielt es im Jahr 1868. Die Sammlungen des Museo de la Trinidad ‚Dreifaltigkeitsmuseum‘ wurden 1872 in den Prado aufgenommen. Bei der Belagerung von Madrid durch die Franquisten, wurde der Prado am 16. November 1936 von der deutschen und italienischen Luftwaffe bombardiert. Der Künstler und Kulturpolitiker Josep Renau hatte die Kunstwerke in das von der Spanischen Republik gehaltene Valencia evakuiert. Ab dem Jahr 1971 wurden die Werke des 19. und 20. Jahrhunderts in das Museo Reina Sofía (eingeweiht 1992, ersetzte das Museo Español de Arte Contemporáneo, kurz MEAC) ausgegliedert.

### Erweiterung

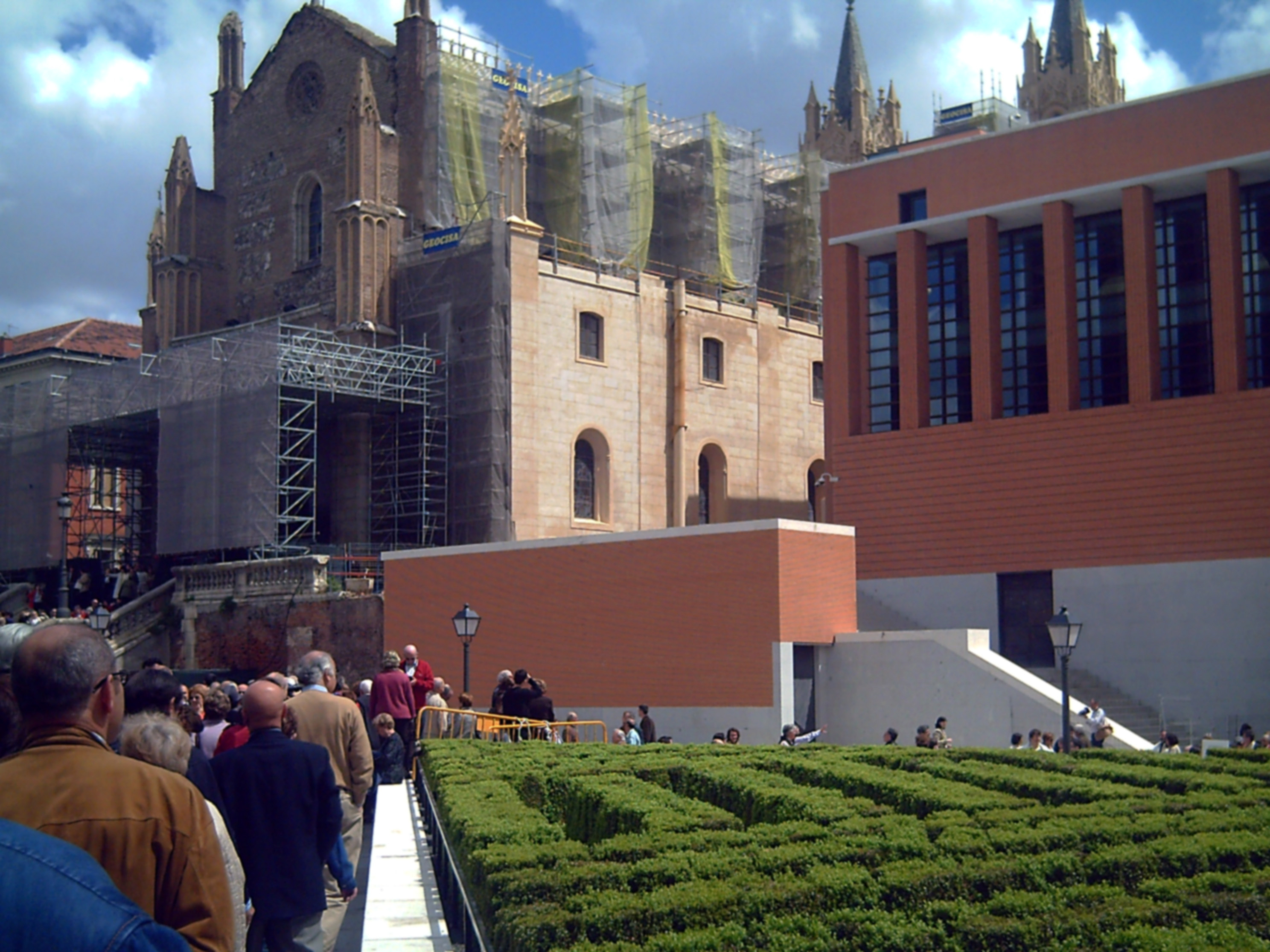
Cubo de Moneo
dahinter Iglesia de San Jerónimo

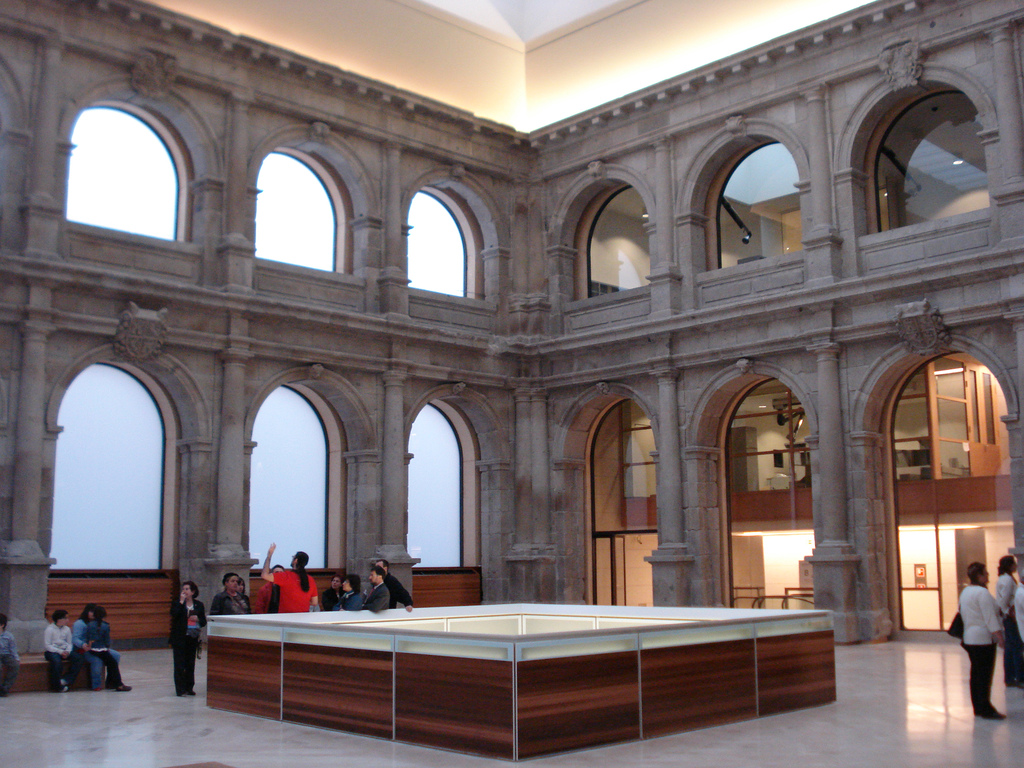
Überbauter Kreuzgang

Auslöser für eine Erneuerung des überalterten Museums war der 1989 begonnene spektakuläre Umbau des Louvre. Ein erster Architektenwettbewerb scheiterte wegen Uneinigkeit für den Siegerentwurf. Nach einem zweiten Wettbewerb 1997 wurde dem Pritzker-Preisträger Rafael Moneo der Auftrag für einen Erweiterungsbau hinter dem Prado erteilt. Im Jahr 2002 klagten jedoch Anwohner gegen den Bau, die um ihre Ruhe fürchteten, offiziell aber denkmalpflegerische Gründe anführten. Seit Jahrzehnten zerfiel der barocke Kreuzgang des angrenzenden Jerónimo-Klosters, der bereits von den napoleonischen Truppen zusammengeschossen worden war. Im Erweiterungsbau ist nun der Kreuzgang Stein für Stein abgetragen, restauriert und überdacht worden. Zwischen den Balustraden sind heute zum Teil Skulpturen aufgestellt. Nach einer weiteren Verzögerung 2005 konnte im Oktober 2007 schließlich der Erweiterungsbau eröffnet werden. Ein unterirdischer Gang verbindet beide Gebäude. Damit vergrößert sich die Ausstellungsfläche um mehr als die Hälfte. Es gibt nun auch einen Konferenzsaal für 400 Zuhörer, ein neues Gemäldedepot und eine neue Bibliothek. Die Kosten betrugen rund 152 Millionen Euro – sechs Mal so viel wie ursprünglich veranschlagt.

### Kooperation mit Google
Anfang des Jahres 2009 stellte die Internetfirma Google LLC in Zusammenarbeit mit dem Prado vierzehn Meisterwerke ins Netz, die man mit Hilfe des Programms Google Earth in extrem hoher Auflösung online betrachten kann.
Am 19. November 2019 ehrte Google das Kunstmuseum anlässlich seines 200. Jubiläums mit einem Google Doodle.

## Sammlung

### Spanische Malerei
Mit fast 4.900 Werken ist die Abteilung der spanischen Malerei nicht nur die vollständigste des Museums, sondern auch die weltweit wichtigste Sammlung dieser Schule. Chronologisch reicht es von romanischen Wandgemälden aus dem 12. Jahrhundert bis zum frühen 20. Jahrhundert. Zur Sammlung gehören gotische Gemälde, von anonymen Meistern bis hin zu Autoren wie Juan Rodríguez de Toledo, Nicolás Francés, Pedro Berruguete und dem spanisch-flämischen Diego de la Cruz, Juan de Flandes und Fernando Gallego sowie im Bereich der Krone von Aragon Jaume Serra. Lluís Borrassà, Jaume Huguet, Pere Lembrí, Miguel Ximénez, Bartolomé Bermejo, Martin Bernat, Rodrigo und Francisco de Osona, Joan Reixach oder Jacomart. Die spanische Renaissance, ist vertreten durch Pedro Machuca, Alonso Berruguete, Juan de Juanes, Fernando Yáñez de la Almedina oder Juan Correa de Vivar, und der Manierismus mit Luis de Morales, Blas de Prado und dem absoluten Protagonismus El Greco, von dem die größte Gruppe von Werken ausgestellt ist, darunter einige seiner relevantesten Werken.
Die Zeit der größten Brillanz der spanischen Malerei, dem Barock, vertreten Francisco de Zurbarán, José de Ribera, Bartolomé Esteban Murillo, Juan de Valdés Leal, Juan Bautista Maíno, Alonso Cano, Juan Carreño de Miranda, Francisco Ribalta, José Antolínez, Antonio de Pereda, Francisco Rizi, Francisco de Herrera el Mozo, Juan Sánchez Cotán, Claudio Coello und vor allem der große Meister der hispanischen Malerei: Diego Velázquez.
Ab dem 18. Jahrhundert sticht Francisco de Goyas umfangreiche Sammlung hervor, die mit insgesamt einhundertzweiunddreißig Gemälden alle Epochen und Facetten seiner Kunst umfasst.

### Italienische Malerei
Die Sammlung italienischer Malerei besteht aus mehr als tausend Werken und ist zweifellos eine der Hauptattraktionen des Museums, auch wenn sie einige Lücken aufweist, insbesondere in Bezug auf Werke vor dem 16. Jahrhundert. Obwohl die italienische Literatur in der Zeit von Johannes II. von Kastilien einen großen Einfluss auf Spanien hatte, kamen Neuheiten auf dem Gebiet der bildenden Kunst erst später, und ihre Präsenz war bis zum 16. Jahrhundert sehr gering. Dies war zum großen Teil auf die Vorliebe des Königs und seiner Tochter Isabel la Católica für die flämische Malerei zurückzuführen und ist auch der Grund, warum die Sammlung primitiver Italiener des Museums klein ist.
Obwohl die Sammlung des Museums einen begrenzten Überblick über italienische Kunst vor 1500 bietet, hat sie Meisterwerke aus dieser Zeit. Neben den Meisterwerken von Andrea Mantegna, Sandro Botticelli und dem 1965 erworbenen Christus von Antonello da Messina, sind die drei Werke von Fra Angelico wohl das wertvollste Set: es handelt sich hier um eine kleine Predella eines Altarbildes, das dem Leben von San Antonio gewidmet ist, und zwei seiner Meisterwerke, La Anunciación und La Virgen de la Granada. Die Eingliederung des letzteren im Jahr 2016 stärkte insbesondere die Werkgruppe des italienischen Quattrocento.
Mit der Cinquecento-Malerei beginnt die große Periode der italienischen Malerei im Prado mit Hauptwerken von Raffael und seiner Werkstatt, insbesondere Giulio Romano und Giovanni Francesco Penni.
Das Museum ist eine der Institutionen mit der größten Anzahl von Gemälden aus den letzten Produktionsjahren des Meisters, darunter relevante Werke wie La Virgen del Pez, El pasmo de Sicilia oder die Heilige Familie mit dem Heiligen Johannes, genannt „La perla“ Von Philipp IV., der es als das wertvollste Gemälde seiner Sammlung betrachtete.
Besonders hervorzuheben ist die venezianische Malerei aus dem 16. Jahrhundert, welche die beste Sammlung außerhalb Italiens darstellt. Der zentrale Künstler der Schule, Tizian, war der Lieblingsmaler von Karl V. und Philipp II., Obwohl einige seiner Werke im Klosterschloss El Escorial aufbewahrt werden, zählt der Prado dreißig seiner Gemälde. Für die ersten Habsburger kreierte er einige seiner Meisterwerke, wie das Reiterporträt Karls V. in Mühlberg oder die Poesie. Ebenfalls in der Sammlung vertreten sind Jacopo Tintoretto, Paolo Veronese, Lorenzo Lotto, Bonifazio Veronese, Jacopo Palma der Jüngere, Giovanni Battista Moroni, Bernardino Licinio, Jacopo Bassano und die Söhne Francesco und Leandro sowie einige Vorläufer wie Vincenzo Catena.
Die italienische Barockmalerei ist aufgrund der Vielfalt der Künstler und der Qualität der Werke einer der kompaktesten Kerne des Prado. Der Tenebrismus und die Bologneser Schule, sind vertreten, der Tenebrismus mit dem Initiator Caravaggio (David, der Goliath siegt) und seinen Anhängern wie Orazio Gentileschi (Moses, der aus dem Wasser gerettet wurde), seine Tochter Artemisia Gentileschi, Giovanni Battista Caracciolo (bekannt als Battistello), Giovanni Serodine oder Bernardo Cavallino. Die Bologneser Schule vertreten Gemälde von Annibale Carracci (Venus, Adonis und Cupido, Asunción de María), Domenichino, Guido Reni (Hipómenes und Atalanta), Giovanni Francesco Barbieri: Guercino, Giulio Cesare Procaccini, Alessandro Turchi und Giovanni Lanfranco.
Der dekorative Barock hat ein einzigartiges Beispiel durch das Werk von Pietro da Cortona (Die Geburt Christi, für dessen Unterstützung er eine glasartige Paste namens Aventurin verwendete), und die ausgezeichnete Werkgruppe von Luca Giordano, der für den König Karl II.arbeitete. Weitere Beispiele anderer wichtiger Barockautoren sind Francesco Furini, Salvatore Rosa, Orazio Borgianni, Michelangelo Cerquozzi, Mattia Preti, Andrea Sacchi, Carlo Maratta, Massimo Stanzione, Andrea Vaccaro, Bernardo Strozzi oder Alessandro Magnasco.
Die Figur von Giambattista Tiepolo schließt das Kapitel der italienischen Malerei im Prado ab. Tiepolo war zusammen mit anderen Künstlern nach Spanien gekommen, um den neuen Königspalast in Madrid zu schmücken, so zum Beispiel sein Sohn Giandomenico Tiepolo und Corrado Giaquinto.

### Flämische Malerei
An dritter Stelle steht die flämische Malerei, sowohl in quantitativer (mehr als tausend Werke) als auch in qualitativer Hinsicht, nur hinter den Spaniern und fast auf italienischem Niveau. Sie umfasst einerseits Vertreter der Altniederländischen Malerei, wie Robert Campin (mit vier der etwa zwanzig ihm zugeschriebenen Werke), Rogier van der Weyden (Kreuzabnahme, Madonna Durán), Dierick Bouts, Petrus Christus und Hans Memling (Triptychon der Anbetung der Könige). Das Museum zeigt auch die beste Hieronymus-Bosch-Sammlung der Welt, mit drei seiner Hauptwerke: die Triptychen Der Garten der Lüste, Der Heuwagen und Die Anbetung der Könige. Sie stammen aus der persönlichen Sammlung von Felipe II.

## Ausgestellte Meister (Auswahl)

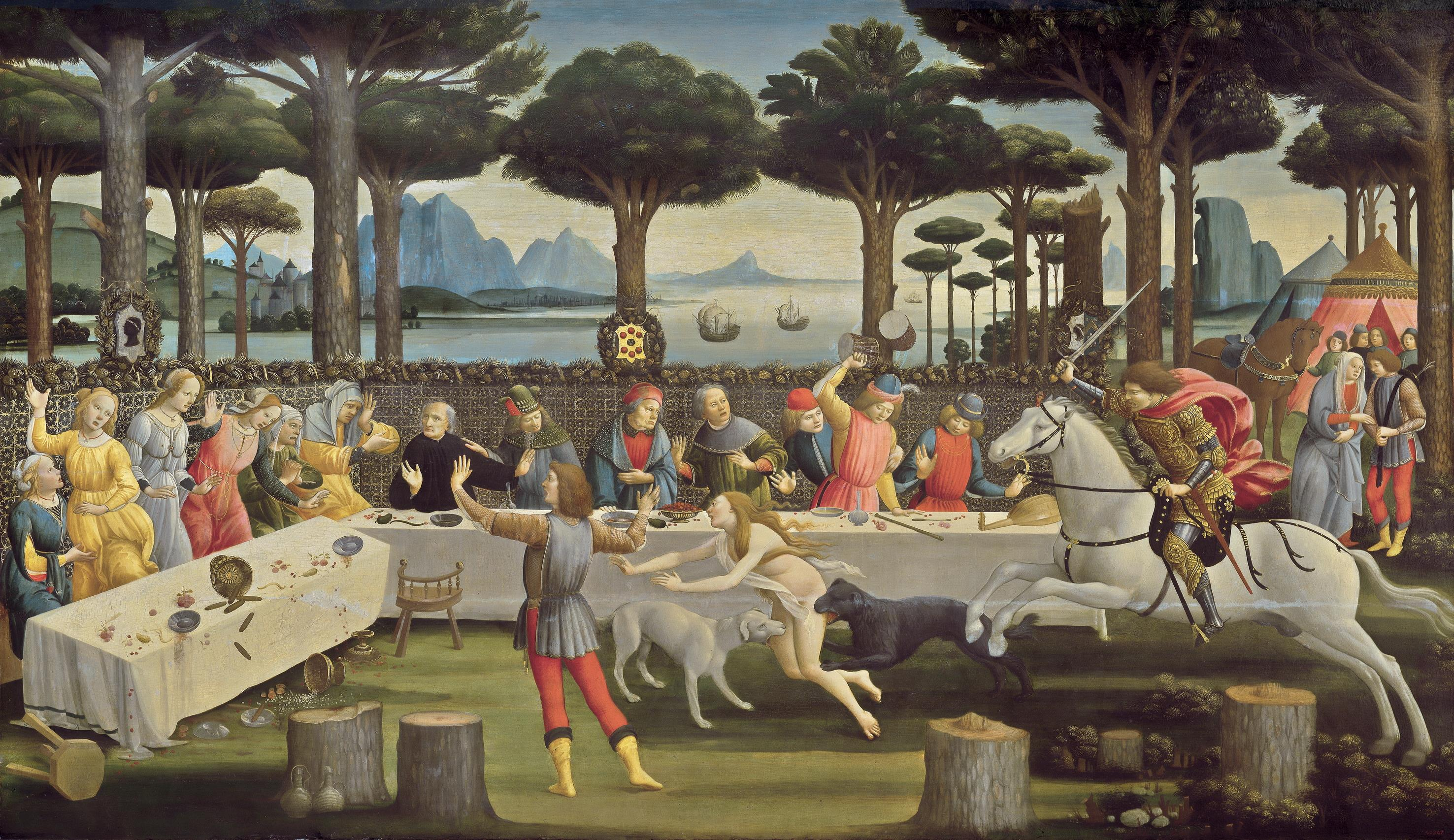
Sandro Botticelli: Szene zu Boccaccios »Decameron« 1487
Tizian. Kaiser Karl V. nach der Schlacht bei Mühlberg
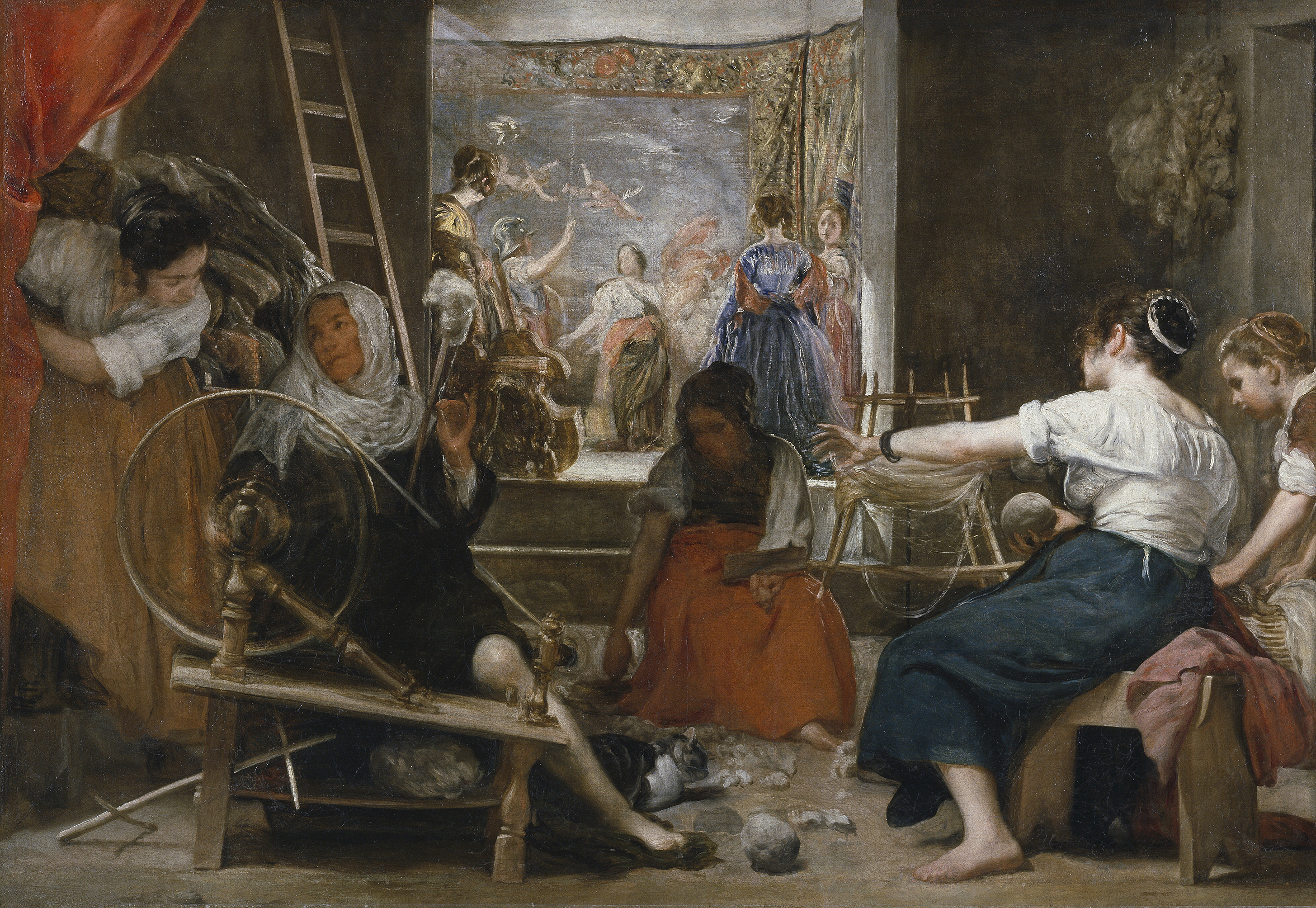
Diego Velázquez: Die Spinnerinnen
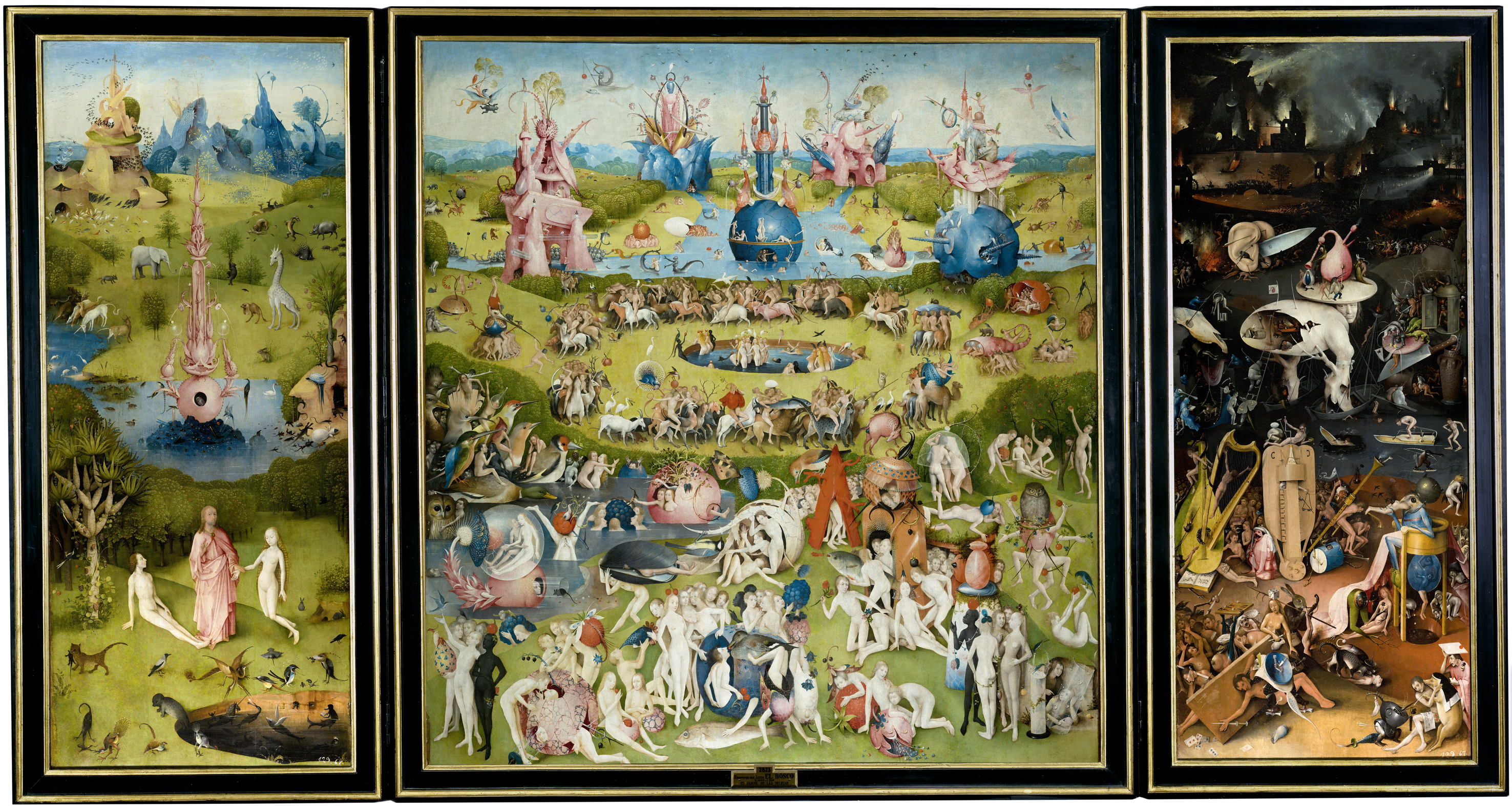
Hieronymus Bosch: Garten der Lüste, um 1505
Albrecht Dürer: Selbstbildnis
Diego Velázquez: Las Meninas, 1656–1657
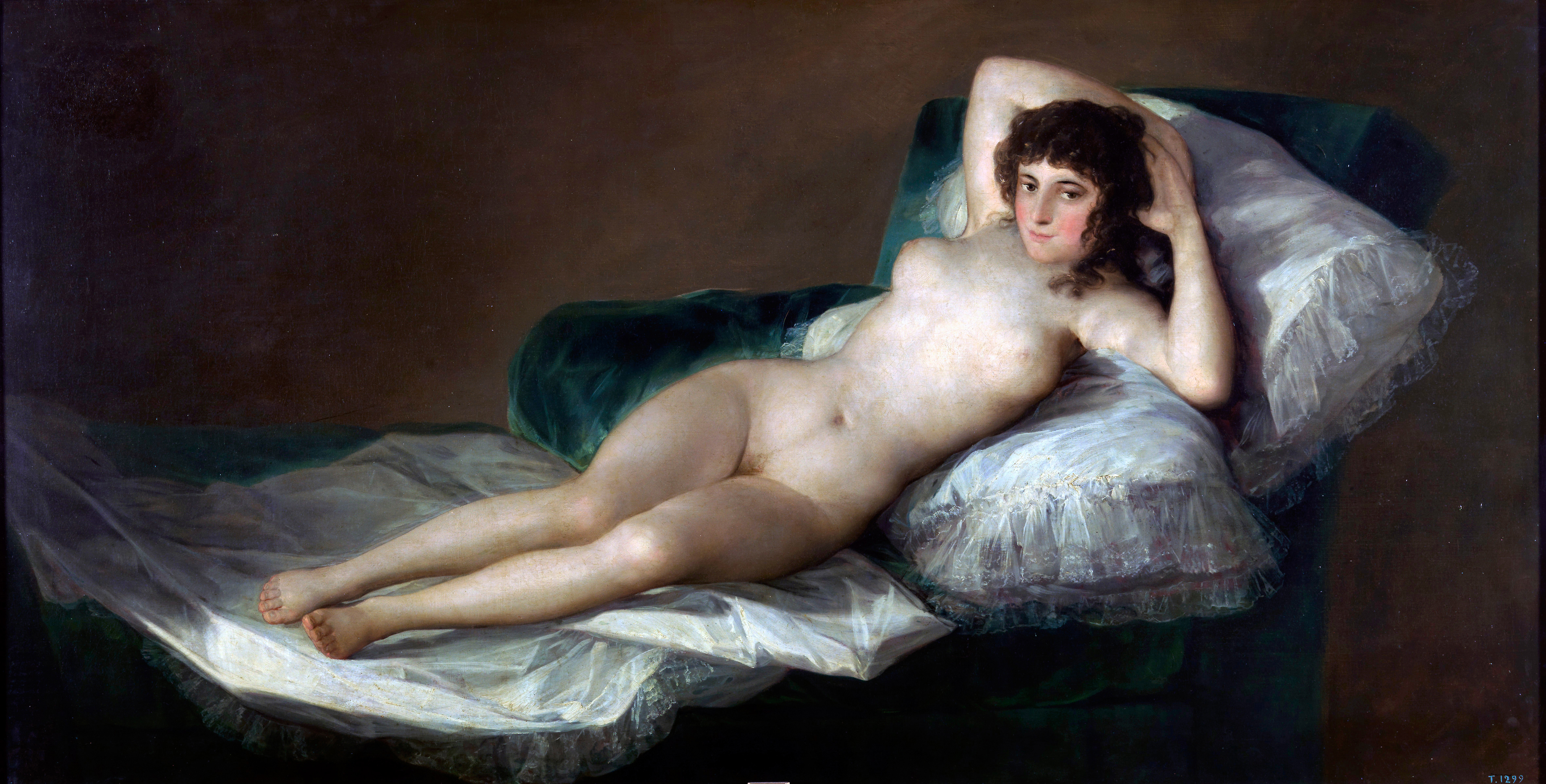
Francisco de Goya: Die nackte Maja, 1799–1800